# De la Terre à la Lune (film, 1958)
Pour les articles homonymes, voir De la Terre à la Lune (homonymie).
Pour plus de détails, voir Fiche technique et Distribution.
De la Terre à la Lune (From the Earth to the Moon) est un film américain de Byron Haskin, sorti en 1958, adapté de deux romans de Jules Verne, De la Terre à la Lune et Autour de la Lune.

## Synopsis
Après la guerre de Sécession, Barbicane continue à inventer des obus pour percer des trous et Nicholl des boucliers pour l'en empêcher. Se mettant d'accord, ils décident un voyage vers la Lune. Le cercle dont ils font partie s'enrichit d'un nouveau venu, un certain Jules Verne. À bord d'un énorme obus, les deux hommes sont envoyés vers l'astre des nuits. Mais la fille de Nicholl et son fiancé, cachés par mégarde dans le moyen de transport, s'embarquent pour la même aventure.

## Fiche technique
- Titre : De la Terre à la Lune.
- Titre original : From the Earth to the Moon
- Réalisation : Byron Haskin.
- Scénario : Robert Blees (en) et James Leicester, d'après les romans de Jules Verne, De la Terre à la Lune et Autour de la Lune.
- Production : Benedict Bogeaus.
- Société de production : Waverly Productions et RKO Radio Pictures.
- Société de distribution : Warner Bros. Pictures.
- Musique : Louis Forbes (en).
- Photographie : Edwin B. DuPar.
- Décors : Hal Wilson Cox.
- Costumes : Gwen Wakeling et Georgette Fillon.
- Pays d'origine : États-Unis.
- Langue : anglais.
- Format : Couleur Technicolor - Son : Mono (RCA Sound Recording)
- Genre : Science-fiction.
- Durée : 101 minutes.
- Date de sortie : 
  - États-Unis : 31 octobre 1958 (Philadelphia, PA, première), 1 novembre 1958 (Philadelphia, PA), 26 novembre 1958 (New York City, New York)
  - Royaume-Uni : 29 mars 1964
  - France : 12 janvier 1977 (première TV)

## Distribution
- Joseph Cotten (VF : Gabriel Cattand) : Victor Barbicane
- George Sanders (VF : Raymond Gérôme) : Nicholl
- Debra Paget (VF : Nicole Favart) : Virginia Nicholl
- Don Dubbins (VF : Philippe Ogouz) : Ben Sharpe
- Patric Knowles (VF : Claude d'Yd) : Josef Cartier
- Carl Esmond (VF : René Bériard) : Jules Verne.
- Henry Daniell (VF : Jean-Henri Chambois) : Morgana
- Melville Cooper (VF : Pierre Leproux) : Bancroft
- Ludwig Stössel (VF : Guy Piérauld) : Aldo Von Metz
- Morris Ankrum (VF : Jean Michaud) : Le président Ulysses S. Grant (non crédité)
- Robert Clarke : (VF : René Bériard) : Le narrateur (voix) (non crédité)
- Les Tremayne : (VF : Marc de Georgi) :  L'annonceur du compte à rebours (non crédité)